# Czerwona Dibrowa (obwód czerniowiecki)
Czerwona Dibrowa (ukr. Червона Діброва) – wieś na Ukrainie, w obwodzie czerniowieckim, w rejonie czerniowieckim, w hromadzie Hłyboka. W 2001 liczyła 659 mieszkańców, spośród których 655 wskazało jako ojczysty język ukraiński, a 4 rosyjski.